# Liste der Flüsse im Südsudan

Klimazonen des Südsudan

Die Liste der Flüsse im Südsudan umfasst die wichtigsten Flüsse des Südsudan. Der Südsudan ist mit 98 % der Landesfläche fast nur durch die Hydrologie des Nil bestimmt (ohne Ilemi-Dreieck). Die Grenze zur Zentralafrikanischen Republik ist dabei praktisch deckungsgleich mit der Einzugsgebietsgrenze zum Kongo. Hier befindet sich auch die Region mit den meisten Niederschlägen des ansonsten ariden Landes. Die Verdunstung ist so hoch, dass sich zwischen dem Sudd und den Sümpfen des Bahr-al-Ghazal-Systems temporär endorheische Senken wie der Maleit-See gebildet haben.
Es sind drei markante hydrologische Größen zu erwähnen:
- Das Einzugsgebiet des Bahr al-Ghazal, das zwar flächenmäßig das größte Subbassin des Nil darstellt, aber auf Grund der hohen Verdunstung nur wenig Wasser zum Nil beisteuert.[2]
- Der Sudd, der eines der größten Sumpfgebiete weltweit darstellt.
- Das Sobat-Einzugsgebiet, das aus Äthiopien gespeist wird und über 10 % des Wassers zum Nil an der Mündung beiträgt.

Im Folgenden sind die Flüsse nach Einzugsgebiet und alphabetisch sortiert.

## Nach Einzugsgebieten

### Sobat

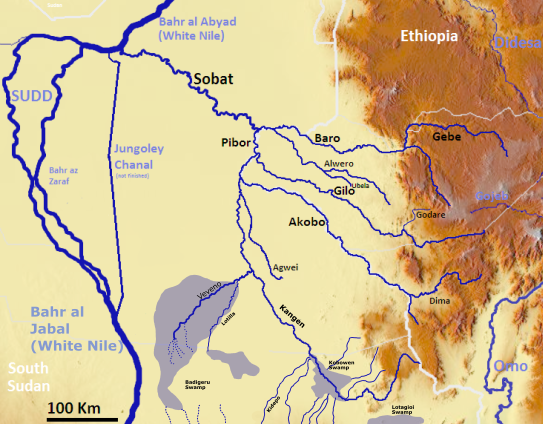
Das Einzugsgebiet des Sobat

- Nyanding
- Thui
- Baro
- Pibor
  - Akobo
  - Agwei
  - Kangen
  - Lotilla
    - Kidepo

### Bahr al-Ghazal

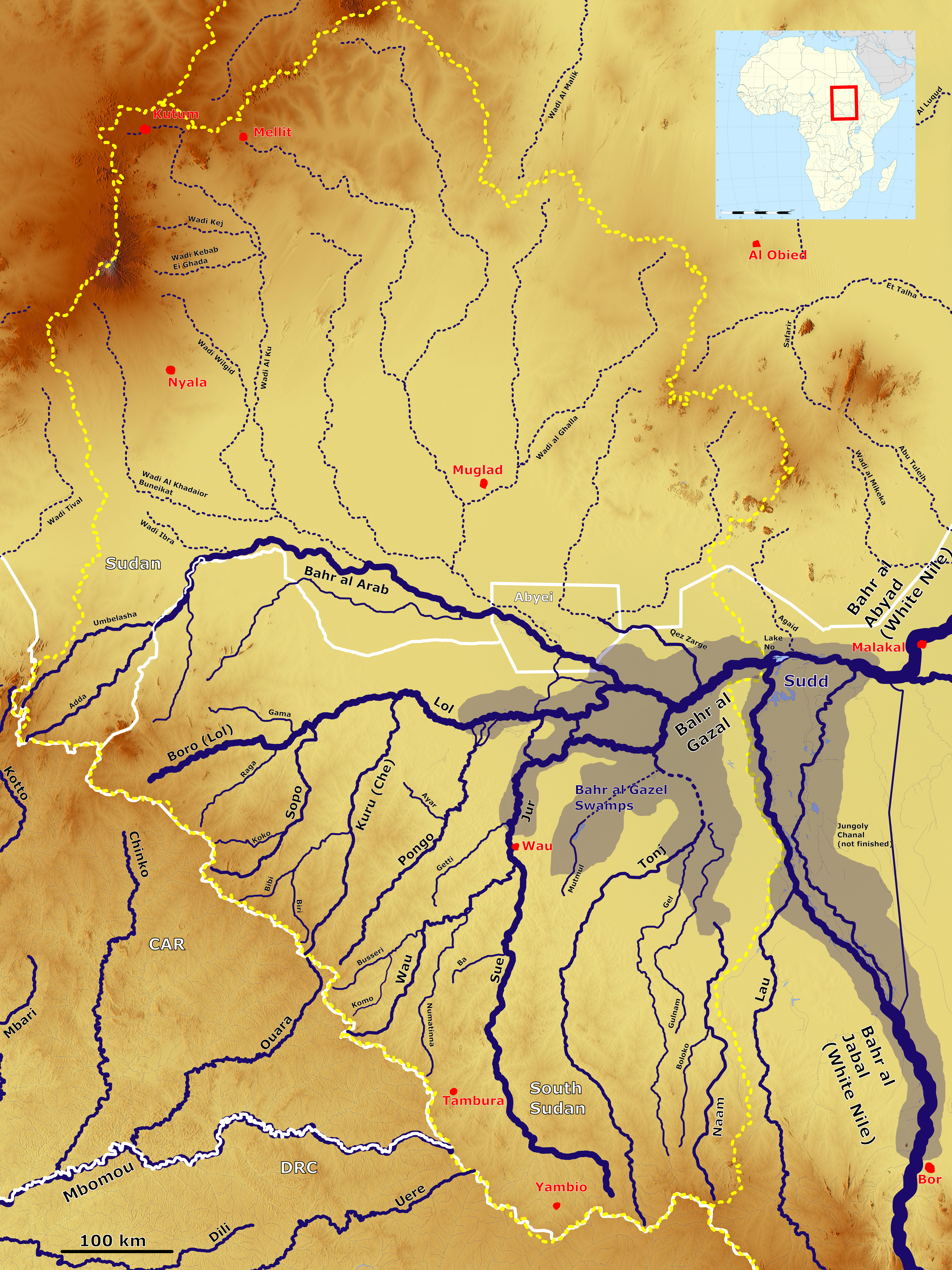
Das Einzugsgebiet des Bahr al-Ghazal

- Bahr al-Arab
  - Adda (Kafia Kingi)
  - Umbelasha (Kafia Kingi)
  - Lol (Boro)
    - Gama
    - Raga
    - Kuru
      - Biri
      - Bili

    - Sopo
      - Koko

    - Pongo
      - Ayar
- Sue-Jur
  - Kaka
  - Ba
  - Wau
    - Busseri
    - Numatinna

  - Getti
- Tonj
  - Gel
  - Gulnam
  - Naam
    - Boloko

  - Mutmul
- Qez Zarge

### Nil
- Bahr al-Dschabal
- Bahr el Zeraf
- Weißer Nil
  - Ader
- Wadi al Mikeka
- Abu Tuleih
- Khor Adar
  - Khor Daga

## Alphabetisch

### A – H
- Abu Tuleih
- Ader
- Adda (Kafia Kingi)
- Agwei
- Akobo
- Ayar

- Ba
- Bahr al-Arab
- Bahr al-Dschabal
- Bahr al-Ghazal
- Bahr el Zeraf
- Baro
- Bili
- Biri
- Boloko
- Boro (Oberlauf Lol)
- Busseri

- Gama
- Gel
- Getti
- Gulnam

### I – P
- Kaka
- Kangen
- Kidepo
- Khor Adar
- Khor Daga
- Koko
- Kuru

- Lol
- Lotilla

- Mutmul

- Naam
- Numatinna
- Nyanding

- Pibor
- Pongo

### Q – Z
- Qez Zarge

- Raga

- Sobat
- Sue-Jur
- Sopo

- Tonj
- Thui

- Umbelasha (Kafia Kingi)

- Wadi al Mikeka
- Wau
- Weißer Nil